# Zerenopsis
Zerenopsis is een geslacht van vlinders van de familie spanners (Geometridae).

## Soorten
- Z. leopardina Felder, 1874
- Z. lepida (Walker, 1854)